# Voyage
Voyage (ali slovensko: Potovanje) je deveti (in zadnji) studijski album švedske glasbene skupine ABBA.
Izšel je na vinilni plošči, glasbeni kaseti, CD plošči in v digitalni/pretočni obliki 5. novembra 2021, po 40 letih od izdaje njihovega prejšnjega albuma The Visitors.

## O albumu
Dolgo pričakovana vrnitev glasbene skupine je naposled prinesla studijski album z 10 novimi skladbami in napoved istoimenskega projekta koncertov v Londonu.
Med devetimi novimi skladbami na albumu najdemo tudi en že znan motiv (iz objave delov arhivskih posnetkov še neizdanih pesmi skupine, združenih v demo skladbi »ABBA Undeleted« na kompilaciji Thank You for the Music iz leta 1994): »Just a Notion« (posnetek 5) in prvo božično pesem »Little Things« (posnetek 3).
Ob kopici različnih oblik izdaje albuma, ki sledijo formatom prejšnjih albumov skupine ABBA, so tokrat oblikovali tudi različne alternativne ovitke zanj in različne barvne vinilne plošče.
Tako veselje je bilo znova delati s skupino – zelo sem zadovoljna s tem, kar smo naredili.— Frida ob napovedi novega albuma, septembra 2021.

## Seznam posnetkov
Vse pesmi sta napisala Benny Andersson in Björn Ulvaeus.
| CD              | CD                          | CD      |
| Št.             | Naslov                      | Dolžina |
| --------------- | --------------------------- | ------- |
| 1.              | „I Still Have Faith in You‟ | 5:08    |
| 2.              | „When You Danced with Me‟   | 2:49    |
| 3.              | „Little Things‟             | 3:08    |
| 4.              | „Don't Shut Me Down‟        | 3:59    |
| 5.              | „Just a Notion‟             | 3:29    |
| 6.              | „I Can Be That Woman‟       | 4:04    |
| 7.              | „Keep an Eye on Dan‟        | 4:01    |
| 8.              | „Bumblebee‟                 | 3:57    |
| 9.              | „No Doubt About It‟         | 2:52    |
| 10.             | „Ode to Freedom‟            | 3:31    |
| Skupna dolžina: | Skupna dolžina:             | 36:58   |

## Singli
Aprila leta 2018 je skupina sporočila, da so posneli dve novi skladbi, prvič po 35 letih: »I Still Have Faith in You« in »Don't Shut Me Down«.
Ob napovedi novega albuma Voyage so ju 2. septembra 2021 tudi izdali kot prva singla z albuma.
Obe pesmi sta se takoj po izidu uvrstili na lestvice največ predvajanih in najbolje prodajanih po svetu.
Tretji single z albuma »Just a Notion« je izšel 22. oktobra 2021.
Pesem so napisali že poleti leta 1978 in jo najprej načrtovali za šesti studijski album Voulez-Vous, a je še niso nikoli prej objavili v celoti.
Za novo izdajo so posodobili le instrumentalni del, ohranili pa originalne vokale.
Četrti single z albuma »Little Things« je izšel 3. decembra 2021 in je sploh prva božična pesem skupine ABBA.
V pripravi je tudi božični videospot zanj.

## Sodelujoči

### ABBA
- Anni-Frid Lyngstad – vokal
- Benny Andersson – klavir, klaviature, vokal
- Björn Ulvaeus – vokal
- Agnetha Fältskog – vokal

### Ostali glasbeniki
- Jan Bengtson – flavta, baritonski saksofon
- Pär Grebacken – klarinet, kljunasta flavta, tenorski saksofon
- Lasse Jonsson – kitara
- Lasse Wellander – kitara
- Margareta Bengtson – harfa na posnetku 10
- Mats Englund – bas kitara na posnetku 6
- Per Lindvall – baterija, tolkala

### Children's Choir of Stockholm International School
poje na posnetku 3
- Kimberley Akester – zborovodja, klavir

- Hanna McMillan – spremljevalni vokal
- Tinnie Klemmer Domonkos – spremljevalni vokal
- Iiris Kaivonen – spremljevalni vokal
- Kieran Gillani – spremljevalni vokal
- Advika Anilkumar – spremljevalni vokal
- Clara Helen Gaudet – spremljevalni vokal
- Alisa Drobina – spremljevalni vokal

- Anneli Thompson – glasbena asistentka

### Stockholm Concert Orchestra
- Göran Arnberg – dirigent, orkestracija, klavir

- Andrej Power – prva violina
- Jannika Gustafsson – violina
- Daniel Migdal – violina
- Patrik Swedrup – violina
- Ylva Magnusson – violina
- Henrik Naimark – violina
- Daniel Frankel – violina
- Thomas Ebrelius – violina
- Andrej Nikolajev – violina
- Kristina Ebbersten – violina
- Danial Shariati – violina
- Oscar Treitler – violina

- James Opie – viola
- Jörgen Sandlund – viola
- Vidar Andersson Meilink – viola
- Petter Axelsson – viola
- Jonna Inge – viola
- Albin Uusijärvi – viola

- Andreas Lavotha – violončelo
- Louise Agnani – violončelo
- Anna Wallgren – violončelo
- Elemér Lavotha – violončelo
- Christina Wirdegren Alin – violončelo
- Josef Alin – violončelo
- Fred Lindberg – violončelo

- Johan Ahlin – rog
- Björn Olsson – rog
- Magnus Franzén – rog

- Mattias Normell – kontrabas
- Sara Buschkühl – kontrabas

### Produkcija
- Benny Andersson – producent, aranžer, miks
- Björn Ulvaeus – soproducent
- Bernard Löhr – tonski mojster, programiranje, miks
- Linn Fijal – asistent
- Vilma Colling – asistentka
- Björn Engelmann – masteriranje
- Miles Showell – masteriranje
- Görel Hanser – koordinatorka
- Baillie Walsh – oblikovanje

## Videospoti
Takoj ob izidu pesmi so objavili tudi posamezne videospote zanje.
Razen za prvo pesem »I Still Have Faith in You«, kjer so uporabili arhivske video izseke, fotografije skupine ter kratek vpogled v nov koncertni nastop z »ABBA-tarji«, so to pri ostalih preprosto animacije z besedilom pesmi na podlagi dizajna novega albuma s sončnimi mrki.

## Odziv
Album je že v prvih dneh po napovedi prejel rekordno število prednaročil v Združenem kraljestvu. Takoj ob izidu se je povzpel na vrhove lestvic po svetu po številu prenosov in prodaji albumov.
V prvem tednu od izida so globalno prodali preko milijon izvodov.
Strokovne kritike novega albuma so bile zelo deljene od precej negativnih do skrajno navdušenih ob vrnitvi skupine po 40 letih.
| Tedenske lestvice po državah (2021) | Najvišja uvrstitev                 |
| ----------------------------------- | ---------------------------------- |
| Avstralija (ARIA)                   | 1                                  |
| Avstrija (Ö3)                       | 1                                  |
| Belgija (Ultratop Flandrija)        | 1                                  |
| Belgija (Ultratop Valonija)         | 1                                  |
| Češka (ČNS IFPI)                    | 1                                  |
| Danska (Hitlisten)                  | 1                                  |
| Finska (Suomen virallinen lista)    | 1                                  |
| Francija (SNEP)                     | 1                                  |
| Grčija (IFPI)                       | 1                                  |
| Hrvaška (HDU)                       | 2                                  |
| Irska (OCC)                         | 1                                  |
| Islandija (FHF)                     | 1                                  |
| Italija (FIMI Album & Compilation)  | 6                                  |
| Italija (Hit Parade Italia)         | 1                                  |
| Japonska (Download Albums)          | 2                                  |
| Japonska (Hot Albums)               | 4                                  |
| Japonska (Oricon)                   | 4 (Voyage) 16 (Voyage + ABBA Gold) |
| Kanada (Billboard)                  | 2                                  |
| Kanada (Music Canada)               | 1                                  |
| Litva (AGATA)                       | 23                                 |
| Madžarska (MAHASZ)                  | 3                                  |
| Nemčija (Ofizielle Top 100)         | 1                                  |
| Nizozemska (Album Top 100)          | 1                                  |
| Norveška (VG-lista)                 | 1                                  |
| Nova Zelandija (RMNZ)               | 1                                  |
| Poljska (ZPAV)                      | 2                                  |
| Portugalska (AFP)                   | 1                                  |
| Slovaška (ČNS IFPI)                 | 2                                  |
| Škotska (OCC)                       | 1                                  |
| Španija (Promusicae)                | 2                                  |
| Švedska (Sverigetopplistan)         | 1                                  |
| Švica (Schweizer Hitparade)         | 1                                  |
| ZDA (Billboard 200)                 | 2                                  |
| ZDA (Top Album Sales)               | 1                                  |
| Združeno kraljestvo (UK Albums)     | 1                                  |

| Lestvice ob koncu leta (2021) | Uvrstitev |
| ----------------------------- | --------- |
| Avstralija (ARIA)             | 10        |
| Avstrija (Ö3 Austria)         | 1         |
| Belgija (Ultratop Flandrija)  | 1         |
| Belgija (Ultratop Valonija)   | 3         |
| Češka (IFPI)                  | 3         |
| Danska (Hitlisten)            | 12        |
| Francija (SNEP)               | 31        |
| Irska (IRMA)                  | 9         |
| Madžarska (MAHASZ)            | 26        |
| Nemčija (Ofizielle Top 100)   | 1         |
| Nizozemska (Album Top 100)    | 4         |
| Poljska (ZPAV)                | 43        |
| Španija (PROMUSICAE)          | 68        |
| Švedska (Sverigetopplistan)   | 1         |
| Švica (Schweizer Hitparade)   | 1         |
| Združeno kraljestvo (OCC)     | 3         |

| Lestvice ob koncu leta (2022) | Uvrstitev |
| ----------------------------- | --------- |
| Avstrija (Ö3 Austria)         | 61        |
| Belgija (Ultratop Flandrija)  | 23        |
| Belgija (Ultratop Valonija)   | 77        |
| Madžarska (MAHASZ)            | 96        |
| Nemčija (Offizielle Top 100)  | 3         |
| Portugalska (AFP)             | 74        |
| Švedska (Sverigetopplistan)   | 57        |
| Švica (Schweizer Hitparade)   | 13        |

| Regija                    | Certifikacije        | Prodanih izvodov |
| ------------------------- | -------------------- | ---------------- |
| Avstralija (ARIA)         | zlata plošča         | 35 000           |
| Avstrija (IFPI)           | 2× platinasta plošča | 30 000           |
| Belgija (BEA)             | platinasta plošča    | 20 000           |
| Danska (IFPI)             | platinasta plošča    | 20 000           |
| Francija (SNEP)           | platinasta plošča    | 100 000          |
| Japonska (Oricon)         | —                    | 25 839           |
| Nemčija (BVMI)            | 2× platinasta plošča | 400 000          |
| Nizozemska                | platinasta plošča    | 40 000           |
| Poljska (ZPAV)            | zlata plošča         | 10 000           |
| Švedska (GLF)             | 2× platinasta plošča | 60 000           |
| ZDA                       | —                    | 218 000          |
| Združeno kraljestvo (BPI) | platinasta plošča    | 400 000          |
| Skupna prodaja            |                      |                  |
| Globalno                  | —                    | 2 500 000        |

## Koncertni projekt ABBA Voyage
Spomladi 2022 je napovedan začetek revolucionarnega cikla koncertov ABBA Voyage v novi sodobni dvorani ABBA Arena v olimpijskem mestnem parku v Stratfordu v vzhodnem Londonu.
Prostora bo za 3000 obiskovalcev, na koncertih pa bo digitalizirane avatarje članov skupine ABBA (ali "ABBA-tarje", kot jih je imenoval Björn) na odru v živo spremljala 10-članska zasedba glasbenikov ob izvajanju novih pesmi z albuma Voyage in 22 njihovih največjih starih uspešnic.
Prvič se člani skupine ABBA pojavijo v novi digitalizirani podobi z "ABBA-tarji" v videospotu za pesem »I Still Have Faith in You«.
Pri podjetju Industrial Light and Magic Georga Lucasa so jih oblikovali in animirali po njihovem izgledu s konca sedemdesetih let, ko je bila skupina  na vrhuncu uspešnosti.